# سپهر (رادار)
سپهر یک رادار کیهانی ساخت قرارگاه پدافند هوایی خاتم‌الانبیاء جمهوری اسلامی ایران است.
به گفته امیر سرتیپ فرزاد اسماعیلی فرمانده سابق قرارگاه پدافند هوایی خاتم‌الانبیاء، رادار سپهر قابلیت شناسایی تمامی اهداف در ارتفاع پست، ارتفاع متوسط و ارتفاع بالا را داراست. همچنین اهداف ریزپرنده، موشک‌های بالستیک و نیم بالستیک و موشک‌های کروز به راحتی توسط این رادار قابل شناسایی هستند.

## مشخصات
برد رادار کیهانی سپهر بیش از ۲ هزار و ۵۰۰ کیلومتر یعنی حداقل ۸۰۰ تا حداکثر ۳ هزار کیلومتر است.